# Bá quốc Hessen-Darmstadt
Bá quốc Hessen-Darmstadt (tiếng Đức: Landgrafschaft Hessen-Darmstadt; tiếng Anh: Landgraviate of Hesse-Darmstadt) là một nhà nước thuộc Đế chế La Mã Thần thánh, được cai trị bởi một nhánh của Nhà Hessen. Nó được tạo ra vào năm 1567, từ sự phân chia của Bá quốc Hessen giữa 4 người con trai của Phong địa bá tước Philip I. Người anh trai cả là William IV thừa kế Bá quốc Hessen-Kassel, người anh thứ 2 là Louis IV thừa kế Bá quốc Hessen-Marburg, người anh thứ 3 là Philip II thừa kế Bá quốc Hessen-Rheinfels, trong đó người em út George I thừa kế Bá quốc Hessen-Darmstadt.
Trung tâm chính trị của gia tộc cai trị được đặt tại Darmstadt nên bá quốc mới được gọi là Hesse-Darmstadt. Do kết quả của Các cuộc chiến tranh Napoléon, Phong địa bá quốc được nâng lên thành Đại công quốc Hessen sau khi Đế chế La Mã Thần thánh giải thể vào năm 1806.